# Бернгард Зартор
Бернгард Зартор (нім. Bernhard Sartor; 28 лютого 1913, Кобленц — 9 лютого 1975, Кобленц) — німецький льотчик-бомбардувальник, гауптман люфтваффе. Кавалер Лицарського хреста Залізного хреста.

## Звання
- Єфрейтор (1 листопада 1937)
- Унтер-офіцер (1 червня 1940)
- Кандидат в офіцери (1 лютого 1941)
- Фельдфебель (1 липня 1941)
- Лейтенант (1 квітня 1942)
- Обер-лейтенант (1 листопада 1943)
- Гауптман (1 вересня 1944)

## Нагороди
- Залізний хрест
  - 2-го класу (22 травня 1940) — як єфрейтор 4-ї ескадрильї 2-ї групи 51-ї бомбардувальної ескадри.
  - 1-го класу (25 січня 1941)
- Авіаційна планка бомбардувальника
  - в бронзі (27 червня 1941)
  - в сріблі (25 квітня 1942)
  - в золоті (7 липня 1942)
  - в золоті з планкою (15 січня 1944)
- Почесний Кубок Люфтваффе (1 серпня 1942)
- Медаль «За зимову кампанію на Сході 1941/42» (23 вересня 1942)
- Німецький хрест в золоті (2 грудня 1942)
- Кримський щит (15 березня 1943)
- Медаль «Хрестовий похід проти комунізму» (Румунія) (30 квітня 1943)
- Лицарський хрест Залізного хреста (20 липня 1944) — як обер-лейтенант і ад'ютант штабу 51-ї бомбардувальної ескадри.